# Alstom Adessia
Unter dem Namen Adessia fasst Hersteller Alstom verschiedene aus Stahl hergestellte Elektrotriebwagen für den Vorortverkehr zusammen. Sie besitzen hochflurige Einstiege und sind einstöckig (Adessia Stream) oder doppelstöckig (Adessia Max) lieferbar. Bis zur Übernahme von Bombardier Transportation verwendete Alstom den Namen X’Trapolis (auch X’TRAPOLIS geschrieben) für Vorortzüge.

## Varianten und Einsatzort

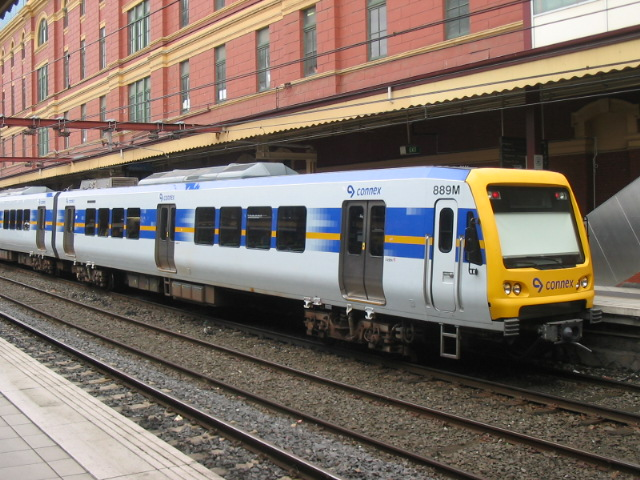
X’Trapolis 100 von Metro Trains Melbourne im Bahnhof Flinders Street

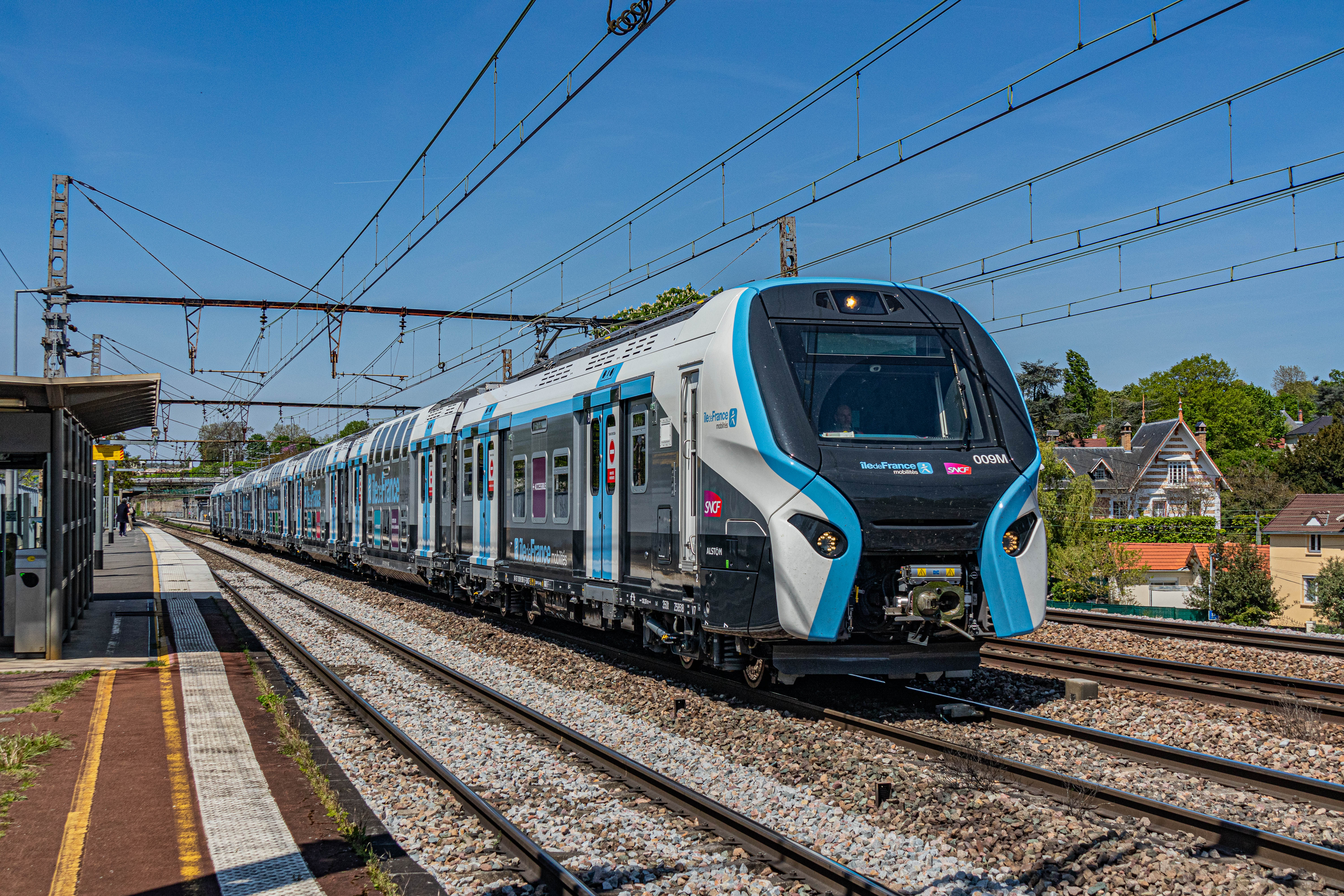
RER NG im Großraum Paris

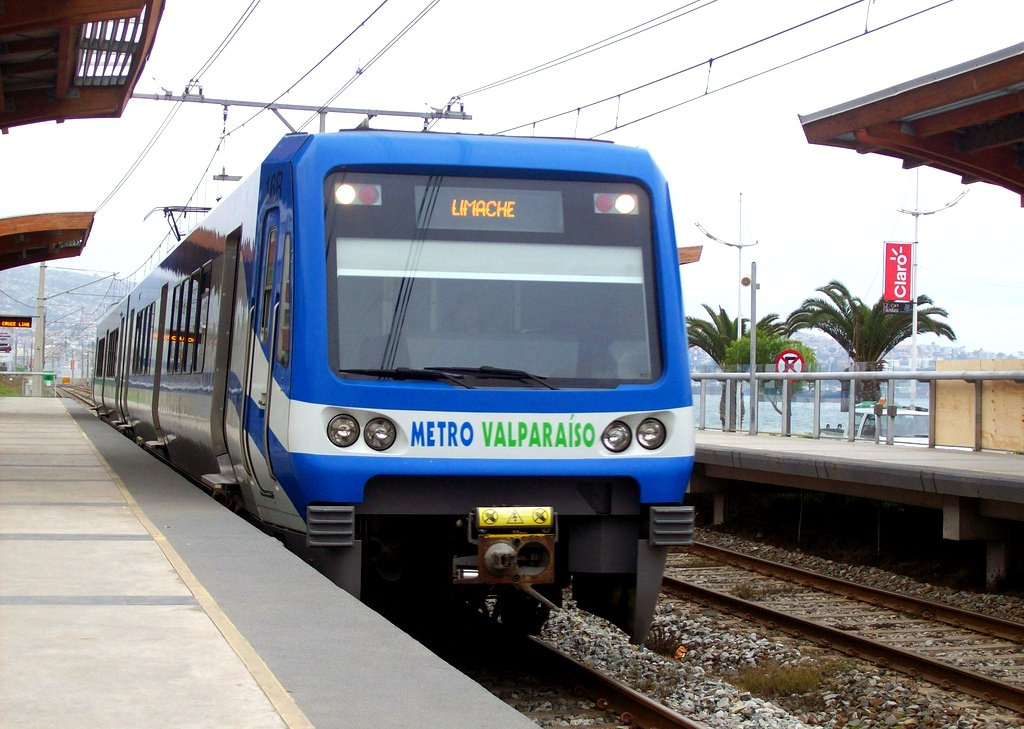
X’Trapolis 100 der Metro Valparaiso

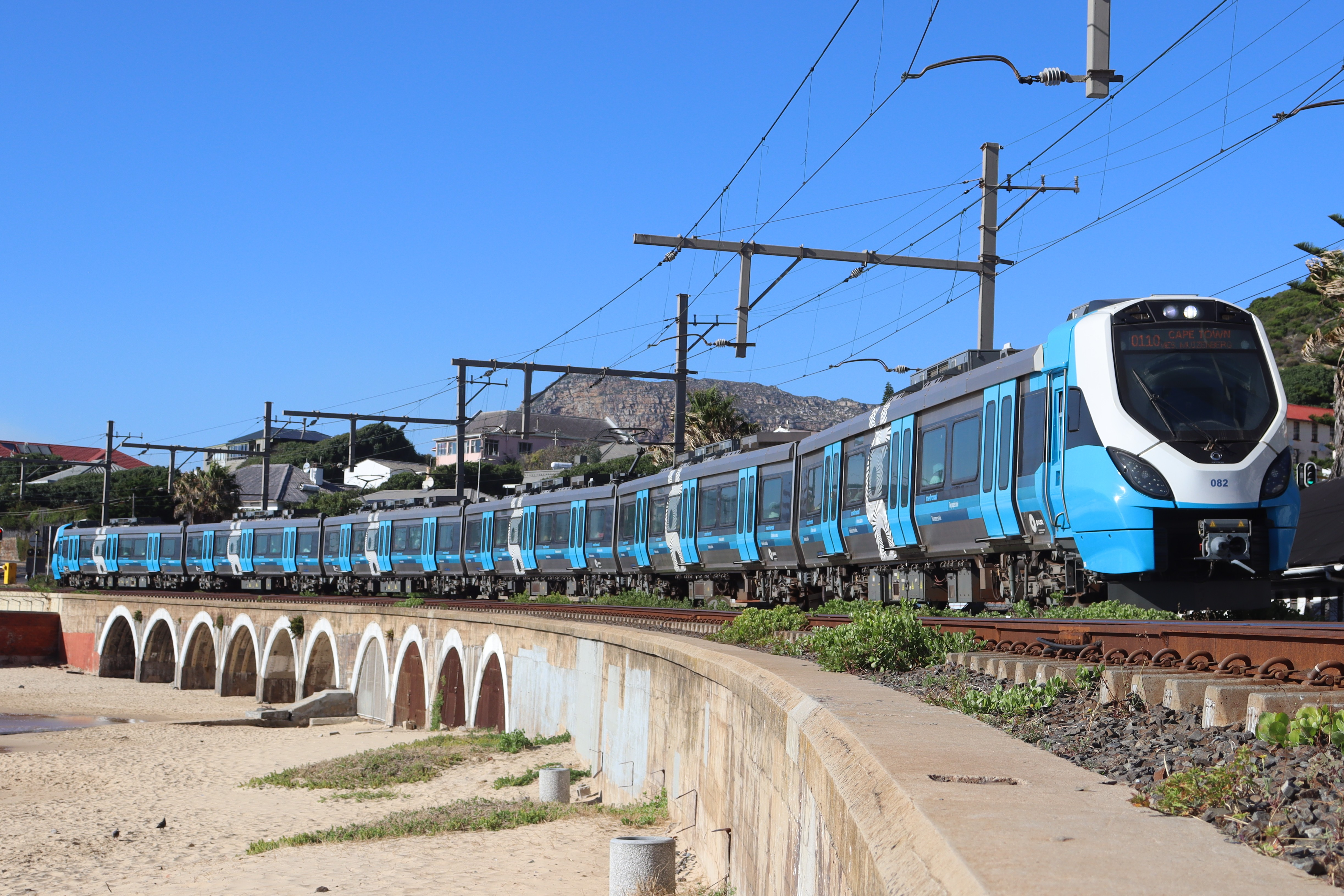
X’Trapolis Mega in Kapstadt

Die von Alstom Transport hergestellten X’Trapolis wurden speziell für den Vorort- und Regionalverkehr entwickelt. Die Fahrzeuge unterscheiden sich in ihrer Konzeption je nach Einsatzort. Ihre Höchstgeschwindigkeit von üblicherweise 120 km/h kann auf 160 km/h erhöht werden. Fahrzeuge dieser Baureihen werden unter anderem eingesetzt in:
- Perth, Australien (Transperth C-Serie)
- Metro Valparaíso, Chile (X’Trapolis 100 und X’Trapolis Modular)
- Melbourne, Australien (X’Trapolis 100 und X’Trapolis 2.0 von Metro Trains Melbourne)
- RER Paris, Frankreich (X’Trapolis Duplex und X’Trapolis Cityduplex)
- Südafrika (X’Trapolis Mega), Rahmenvertrag für 600 sechsteilige Triebzüge
- Großraum Lissabon, Portugal (X’Trapolis Tagus)
- Tren Maya, Mexico (X’Trapolis Tsíimin K'áak)[1]

2008 bot Alstom eine Variante X’Trapolis UK für das Londoner Thameslink-System an, wurde aber nicht beauftragt.
Es liegen Bestellungen aus Irland (DART), Spanien (Cercanías) und den Vereinigten Staaten (CT Rail) vor.
Alstom führte nach der Übernahme von Bombardier den Namen Adessia ein und bietet folgende Varianten an:
- Adessia Stream: einstöckige, hochflurige Elektrotriebwagen, 120 bis 200 km/h, weltweit
- Adessia Max: kombinierte einstöckige und doppelstöckige, hochflurige Elektrotriebwagen für hohe Kapazitäten, 120 bis 200 km/h
- Adessia Coach: einstöckige oder doppelstöckige Wagen für den Vorortzug- oder Intercityverkehr, bis 200 km/h, Nordamerika
- Adessia Stream B: einstöckige, hochflurige Elektrotriebwagen mit Batterie-Antrieb, 120 bis 160 km/h
- Adessia Stream H: einstöckige, hochflurige Elektrotriebwagen mit Wasserstoff-Antrieb, 120 bis 160 km/h

### Deutschland
Seit der Übernahme von Bombardier Transportation zählt Alstom den ET 490 der S-Bahn Hamburg ebenfalls zur Adessia-Produktfamilie.
Im Juli 2024 wurde Alstom von den Aufgabenträgern go.Rheinland und VRR mit der Lieferung und Wartung von bis zu 90 neuen Triebzügen des Typs Adessia Stream für die S-Bahn Köln beauftragt.